# Semecarpus paucinervius
Semecarpus paucinervius är en sumakväxtart som beskrevs av Merrill. Semecarpus paucinervius ingår i släktet Semecarpus och familjen sumakväxter. Inga underarter finns listade i Catalogue of Life.